# タラホーマ方面作戦
タラホーマ方面作戦（タラホーマほうめんさくせん、英:Tullahoma Campaign、または中部テネシー方面作戦、英:Middle Tennessee Campaign）は、南北戦争中の1863年6月24日から7月3日まで行われた一連の戦闘である。北軍ウィリアム・ローズクランズ少将が指揮するカンバーランド軍は、強固な防御陣地から南軍ブラクストン・ブラッグ将軍の指揮するテネシー軍を追い出し、南軍を中部テネシーから駆逐し、テネシー州チャタヌーガに脅威を与えた。
タラホーマ方面作戦は南北戦争でローズクランズが成したほぼ間違いなく最も意義有る功績であり、歴史家達は両軍にほとんど損失が無かったにも拘わらず意義有る目標を達した「輝かしい」作戦と記述した。しかし、同じ時期に行われたゲティスバーグの戦い（7月1日～3日）やビックスバーグ方面作戦（7月4日決着）における北軍勝利の陰に隠れ、敵軍もほとんど手つかずの状態だったので、9月のチカマウガの戦いでローズクランズの悲惨な敗北に繋がってしまった。

## 背景
ローズクランズとマーフリーズバラのブラッグとの間で戦われたストーンズリバーの戦い（1862年12月31日-1863年1月2日）が損失を出し戦術的には引き分けに終わった後で、ブラッグ軍は約30マイル (48 km)南、ダック川沿いでハイランド・リムと呼ばれる尾根の背後に退いた。小集団の哨兵がハイランド・リムを通る山道を守り、騎兵隊がおよそ70マイル (110 km)ある前線の両側面を守った。ブラッグはテネシー州タラホーマに作戦本部を置き、ローズクランズが前進して、重要な鉄道結節点であり、北部ジョージア州へは玄関口に当たる戦略的都市チャタヌーガを占領することを心配した。ブラッグ軍の騎兵隊はその広い前線に広がっていたが、これはローズクランズがその軍隊配置の向きを変え、ブラッグ軍に後退を強いるかあるいは不利な位置で戦うことを迫ることができるかという戦術レベルの心配もあったからだった。ブラッグは、攻撃があるとすればシェルビービルの方向にある渡河の容易なガイズ・ギャップからブラッグ軍の左側面に来るものと考えた。シェルビービルにはレオニダス・ポーク中将が率いる大型の歩兵軍団に強力な塹壕線を造らせた。その8マイル (13 km)右には、ウィリアム・J・ハーディ中将の軍団にウォートレイスで防御を施させ、チャタヌーガに至る主要道路を守り、ハイランド・リムを通る他の3つの道である西のベルバックル・ギャップ、中央のリバティ・ギャップ、東のフーバーズ・ギャップを補強させた。フーバーズ・ギャップはほとんど守りが無かった。そこはストーンズ川とダック川を分ける1100フィート (330 m)幅の尾根の間の全長4マイル (6.4 km)の道だった。この道は大変狭くて2台の荷馬車が擦れ違うのがやっとであり、周りの尾根から見下ろされていた。強力な塹壕線が構築されたが、わずか1個騎兵連隊が配置されただけだった。この方面作戦後、ブラッグはそのタラホーマにおける不適切な配置について批判された。ハーディはその配置が正面攻撃と側面攻撃の両方に対応するものだったとブラッグに告げた。
ローズクランズは占領したマーフリーズバラに6ヶ月間もその軍隊を留め、補給や訓練に時間を使ったが、ぬかるんだ冬の道路を進むことを躊躇したからでもあった。エイブラハム・リンカーン大統領、エドウィン・スタントン陸軍長官およびヘンリー・ハレック総司令官からはブラッグ軍に対する作戦行動を再開するよう何度も要請を受けていたが、冬と春の間はそれらを撥ね付けていた。政府の一番の心配事は、ローズクランズが怠惰に動かなければ、南軍がブラッグ軍の一部を動かして、ユリシーズ・グラント少将がビックスバーグに掛け続けている圧力を弱める試みに向かわせることだった。リンカーンはローズクランズに宛てて、「私は貴方に無分別な行動を採れというのではないが、無分別は問題外として、ブラッグがグラントに対抗するジョンストン軍の支援に動かないように最善を尽くすことを切望している。」と書き送った。ローズクランズは、もし彼がブラッグ軍に対する行動を開始すれば、ブラッグが全軍をミシシッピ州に動かし、グラントのビックスバーグ方面作戦を脅かすことになる可能性があるので、ブラッグ軍を攻撃しないことでグラントを助けているのだという言い訳で答えた。ハレックはローズクランズの言い訳に業を煮やし、ローズクランズが動かなければ解任すると脅したが、最終的には「ローズクランズが政府に打った電報の費用に対して」抗議しただけだった 。
ブラッグ軍はローズクランズの遅滞に苦しんでいた。その軍隊が占拠していたバーレンズと呼ばれる地域は農業には不向きな地帯であり、ローズクランズ軍が攻撃してくるのを待つ間兵士を養っていくことが難しくなっていた。皮肉なことに、ブラッグ軍はチャタヌーガから鉄道で動く南部の農産物を守るために駐屯していたが、これら農産物の大半は東部のロバート・E・リー将軍指揮する北バージニア軍に送られるために、自分達は飢えに近い状態になっていたということである。
ブラッグの部下の将軍達は、ケンタッキー方面作戦（ペリービルの戦い）やストーンズリバーの戦いで示されたブラッグの指揮に不満を持ち反乱に近い状態になっていた。アメリカ連合国大統領ジェファーソン・デイヴィスはジョセフ・ジョンストン将軍を軍隊の状態を調査させるために派遣することで苦情に応えた。デイヴィスは、ブラッグより上官であるジョンストンならば事態に欠けているところを見付け、野戦で軍隊の指揮を執り、ブラッグを宥めてくれると見ていた。しかし、ジョンストンが現場に到着するとテネシー軍の兵士が比較的良い状態にあることが分かった。ジョンストンはブラッグに「南軍でも最も統率が取れ、武器があり、装備がありさらに規律がある軍隊」を持っていると告げた。ジョンストンはこの事態を利用して自分の利益にしようとしていると人々が考えることを怖れ、指揮を執ると示唆するようなことは明白に拒んだ。デイヴィスがジョンストンにブラッグをリッチモンドに派遣するよう命令したとき、ジョンストンはブラッグ夫人のエリーズが病気であることを理由に遅らせた。エリーズの健康が快復したとき、ジョンストンの方がセブンパインズの戦いで受けた傷の長引く治療の問題で指揮を執ることができなかった。
冬から春の間、両軍共に彼等の好みではあるが概して利益の薄い騎兵隊を襲撃に送り出すことに没頭した。ブラッグ軍のおよそ3分の1は騎兵であり、実効数で16,000名と北軍の9,000名を上回っていた。2月に南軍ジョセフ・ウィーラー少将が2個騎兵旅団を指揮し、ドネルソン砦を襲撃したがドーバーの守備隊を捕獲できなかった（ドーバーの戦い）。またカンバーランド川では北軍の舟運を混乱させることもできなかった。3月、ローズクランズはブラッグ軍の通信線を遮断するために分遣隊を送ったが、トンプソン駅の戦いで降伏を強いられた。3月にはまた、南軍ネイサン・ベッドフォード・フォレスト准将が、シュビル・アンド・ディケーター鉄道のブレントウッド駅でローズクランズの通信線を襲った（ブレントウッドの戦い）。南軍ジョン・ハント・モーガン准将は、オハイオ州とペンシルベニア州でその有名な「モーガンの襲撃」を遂行した。騎兵の歴史家スティーブン・Z・スターをして「軍事的狂気」と言わしめたこの作戦は、モーガンの逮捕で終わった。ジョンストン将軍によってテネシー軍の地域に派遣されたアール・ヴァン・ドーン少将はその使命が不確かであり、どこで陣取るか誰の下に就くかも知らなかった。ヴァン・ドーンは2月から5月にローズクランズの通信線を遮断するのに失敗し、3月にはスプリングヒル北での小さな騎兵戦2回を含む襲撃に関わり、4月にはアラバマ州でストレイトの襲撃の最中にあった北軍アベル・ストレイトのフォレストによる追跡と捕獲に関わった。5月にヴァン・ドーンは民間人に殺害され、フォレストがブラッグ軍左側面の騎兵隊指揮を執った。ヴァン・ドーンがミシシッピ州から連れて来た騎兵の大半は5月に故郷に送り返された。この期間に南軍は4,000名の騎兵を失ったが、ローズクランズ軍の供給線に脅威を与えた。北軍も3,300名の騎兵を失ったが、ほとんど見返りは無かった。
6月2日、ハレックは電報で、もしローズクランズが動こうとしないのであれば、その部隊の幾らかをグラント軍の支援のためにミシシッピ州に送ることになると伝えた。グラント軍はその時までにビックスバーグを包囲していたが、背後からジョンストン軍に襲われる可能性があった。ローズクランズはその軍団と師団の指揮官達に質問状を送り、ブラッグはそれまでミシシッピ州にいるジョンストン軍にそれなりの軍隊を派遣していないこと、カンバーランド軍を前進させることはそのような派遣を妨げることにはならないこと、および即座の前進は良い考え方ではないことを示して、自分の立場を文書で支持してくれることを期待した。部下の上級将軍17人のうち15人はローズクランズの立場を支持し、進軍しないという案は全員一致で賛成された。唯一不満を表明したのは新しく配属になった参謀長ジェームズ・ガーフィールド准将であり、即座の進軍を推奨した。歴史家のスティーブン・E・ウッドワースは、ガーフィールドの意見表明がワシントンに与える政治的印象を最も心配して」いた可能性があると言った。6月16日、ハレックは電報で無愛想な伝言を送った。「即座の進軍を行うつもりか？イエスかノーか明確な答えを請う。」この最後通牒にローズクランズは「もし即座というのが今日か明日ということなら答えはノーだ。それが全てが整えば直ぐにと言うことなら、例えば5日後ということなら答えはイエスだ。」と返信した。それから7日後、6月24日の早朝に、ローズクランズはカンバーランド軍がブラッグ軍に対して進軍を始めたと報告した。

## 対戦した戦力
ローズクランズが指揮する北軍のカンバーランド軍は方面作戦の開始時点で5万名ないし6万名の戦力だった。次の主要な組織で構成された。
- 第14軍団、ジョージ・ヘンリー・トーマス少将指揮、26,508名、4個師団、師団指揮官はラベル・H・ルソー少将、ジェイムズ・S・ネグリー少将、ジョン・M・ブラナン准将、ジョセフ・J・レイノルズ少将
- 第20軍団、アレクサンダー・マクック少将指揮、16,047名、3個師団、師団指揮官はジェファーソン・C・デイビス准将、リチャード・W・ジョンソン准将、フィリップ・シェリダン少将
- 第21軍団、トマス・L・クリッテンデン少将指揮、17,023名、3個師団、師団指揮官はトマス・J・ウッド准将、ジョン・M・パーマー少将、ホレイショ・P・ヴァン・クレーヴ准将
- 予備軍団、ゴードン・グランジャー准将指揮、20,615名、3個師団、師団指揮官はアブサロム・ベアード准将、ジェイムズ・D・モーガン准将、ロバート・S・グランジャー准将
- 騎兵軍団、デイビッド・S・スタンリー少将指揮、12,281名、2個師団、師団指揮官はロバート・B・ミッチェル准将、ジョン・B・ターチン准将

ブラッグの指揮する南軍のテネシー軍は約45,000名だった。次の主要な組織で構成された。
- ポーク軍団、レオニダス・ポーク中将指揮、有効総数14,260名[23]
- ハーディ軍団、ウィリアム・J・ハーディ中将指揮、有効総数14,260名[23]
- ウィーラー騎兵軍団、ジョセフ・ウィーラー少将指揮、有効総数8,967名[23]
- フォレスト騎兵師団、ネイサン・ベッドフォード・フォレスト准将指揮、有効総数4,107名[23]

## 方面作戦
この方面作戦の最初の動きは、実際には6月23日に始まった。グランジャー指揮下の予備隊の一部とミッチェル指揮下の騎兵師団がマーフリーズバラから真西のトライユヌに動き念入りな陽動行動を始めた。これはブラッグが想定していた北軍の主力攻撃はシェルビービルの方向にある南軍左側面から来るということを実際に演じようとしたものだった。同時に第21軍団ジョン・パーマーの師団は南軍の右側面の向こう、ブラディビルに移動し、そこで南軍の騎兵隊を押し返し、マンチェスターの方向に進んで南軍の背後に回り込めるものとされていた。ローズクランズがその軍団指揮官達にこれからの方面作戦について詳細な命令を伝えたのはこれらの動きが進行中のときだった。
ローズクランズの念入りな作戦はこの6ヶ月間を使って広範な訓練を行ったその試験を考えたものであり、グランジャー軍団は左翼に動き、シェルビービルの接近路を抑え、軍隊を大きく右旋回させることだった。ブラッグの注意は強固に防御を施されたシェルビービルに向けられており、トーマスの軍団はマンチェスター・パイクを南東に進軍しハーディ軍団の右側面であるフーバーズ・ギャップに向かうこととされた。この道はほとんど守備隊がいなかったので、ローズクランズの作戦では速度が重要だった。
ローズクランズは春の間に騎兵の増強を繰り返し求めていたが、ワシントンに拒否されており、1個歩兵旅団を騎兵として装備させる許可は得ていた。レイノルズ師団のジョン・T・ワイルダー大佐旅団、第17および第72インディアナ連隊と第98および第123イリノイ連隊は田園地帯で馬やロバを見付け、白兵戦のために長い柄のついた手斧を装備したので、この旅団は冷笑的に「手斧旅団」と呼ばれることになった。そのより強力な武器はスペンサー7連発ライフル銃であり、全員が携行した。ワイルダー旅団は機動性と火力を有しただけでなく、フーバーズ・ギャップが補強される前に急襲することに必要とされる部隊として高い士気をも持っていた。
ワイルダーの旅団は初日の戦闘でフーバーズ・ギャップへの急行とそこを占領することに成功し、その結果稲妻旅団という渾名も貰った。対する第1ケンタッキー騎兵連隊は短時間小競り合いを演じて圧力の下に後退したが、十分に餌を与えられた稲妻旅団の馬たちの前にはフーバーズ・ギャップに届かなかった。ケンタッキー連隊は部隊ごとにバラバラになり、南軍にとって不運にも騎兵隊の任務であるはずのその上官の作戦本部に北軍の動きを伝えることを怠った。ワイルダーはその騎馬旅団のかなり後方に主力歩兵部隊の支援があったが、南軍の援軍が到着できるまえにその道から押しだし確保しておくことに決めた。南軍ウィリアム・B・ベイト准将の旅団がブッシュロッド・ジョンソン准将の師団と幾らかの砲兵の支援を得てワイルダーの陣地を襲ったが、スペンサー銃の集中射撃で後退させられ、146名の死傷者（その部隊のほぼ4分の1）を出し、ワイルダー隊の損失は61名だった。ワイルダー旅団は第14軍団の主力歩兵部隊が到着するまでフーバーズ・ギャップを死守しその後の攻撃にも陣地を守った。軍団指揮官のトーマス将軍はワイルダーと握手して、「今日の勇敢な行動で貴方は何千という命を救った。私は3日間掛けてもこの道を確保できるとは予想していなかった。」と告げた。
6マイル (10 km)西のリバティ・ギャップでは同じような戦闘が起こった。マクック軍団の先遣隊はT・J・ハリソン大佐の指揮する第39インディアナ連隊であり、やはり馬に乗りスペンサー・ライフル銃を装備していた。彼等に敵対した数人の南軍哨戒兵を捕虜に取り、リバティ・ギャップにはほんの2個連隊しかいないことを見出した。マクックは主力歩兵部隊の到着を待つまでもなく、オーガスト・ウィリッチ准将の旅団にできる限り素早い前進を命じた。ウィリッチ部隊は道路の両側に1個連隊ずつを配置して斜面を駆け上がった。胸壁に対する正面攻撃は実行不可能だったので、南軍セントジョン・R・リドル准将とパトリック・クリバーン准将の旅団に対する激しい側面攻撃が起こった。ウィリッチ部隊を支援するために2番目の旅団が夕方に到着したとき、北軍はリバティ・ギャップの南入口から半マイル (0.8 km)押し込んでいた。
この方面作戦の1日目は激しい雨の中で遂行され、その天候は17日間も続くことになった（この作戦中に北軍兵は、タラホーマという名前がギリシャ語で「タラ」は泥、「ホーマ」はさらなる泥を意味するというユーモアのある噂を広めた）。この天候で北軍の進行は遅らされたが、この日はカンバーランド軍によって「ローズクランズの作戦の絶対的に欠陥のない実行」を記した。北軍はハイランド・リムで2つの重要な道を確保し、ブラッグ軍の右側面を向く位置にいた。
6月25日、ベイトとジョンソンはフーバーズ・ギャップにいる北軍を駆逐しようという試みを再開し、一方クリバーンは同じ事をリバティ・ギャップでやった。双方共に不成功であったが、クリバーンは北軍の援軍が到着するまでの暫くの間ウィリッチ部隊を後退させ、第77ペンシルベニア連隊に20％の損失を出させた。ローズクランズはそのカンバーランド軍を前進させ、道路がぬかるんできたので停止させた。しかし、この小康状態の間、ブラッグはその騎兵隊指揮官達が信頼できる情報を伝えてこなかったためにローズクランズ軍に対抗する有効な措置を採らなかった。フォレストは北軍右側面の攻撃が弱いということを伝えなかったし、ウィーラーはクリッテンデン軍団がブラディビルを通ってブラッグ軍の後方に回り込んでいることを報告できなかった。
ブラッグは6月26日になって自軍の右側面の戦闘が重要であり、左側面の行動は陽動に過ぎないことが分かった。ブラッグはポークの軍団に夜間に行軍しガイズ・ギャップを通ってマーフリーズバラに向かい、リバティ・ギャップにいる北軍を後方から攻撃し、一方ハーディには前面から攻撃するよう命じた。ポークはその任務の難しさに抗議し、ブラッグはトーマス軍団からの脅威を認識するようになってその攻撃を結局は中止した。一方、ローズクランズはマクックにリバティ・ギャップから退き、北のハイランド・リムの上縁周辺部に移動し、フーバーズ・ギャップでのトーマスの突破を有効に利用するよう命令した。
ハーディもまたブラッグの抱える困難さを助長していた。過去数ヶ月でテネシー軍の将官達の間に拡がった不信で戦略について直接の話し合いがほとんど行われず、ポークもハーディもブラッグの作戦をしっかりと把握していなかった。ハーディはタラホーマの陣地が不適切であることをこぼしていたが、ブラッグやジョセフ・ジョンストンが戦略的立場を理解し、ハーディ自身が彼等の作戦について十分な知識が無いと考えるよりも、歴史家のスティーブン・E・ウッドワースが述べているように、「彼（ハーディ）は単にその状況を前から持っていたブラッグは馬鹿だという考えを証明するものとしており」、さらに流れの中で「その指揮官が馬鹿である軍隊を救うために最善を尽くす」ことを追求した。その考えにそってハーディは、フーバーズ・ギャップにいるアレクサンダー・P・スチュアート少将の部隊にウォートレイス方向に退くよう命令した。もし彼がマンチェスター方向に退いておれば、経路沿いにあった絶好の防御陣地を使ってローズクランズ軍の進行を遅らせ、ブラッグが反撃を実行できたであろうが、単にトーマスの突破をさらに有効にしただけで、ブラッグには6月27日にタラホーマへ向けてポークとハーディに後退命令を出すしか選択肢を無くさせた。

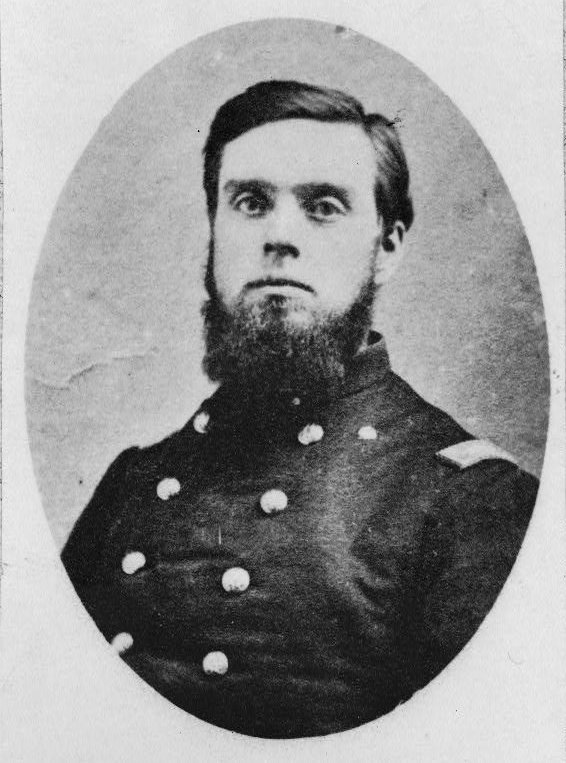
ジョン・T・ワイルダー大佐

ワイルダーの旅団は6月27日の午前8時にマンチェスターに到着し、その師団が正午までに町を占領した。ルソーとブラノンは、スチュアートが退くに従って、その師団をウォートレイスまで進ませた。西方ではグランジャーとスタンリーがガイズ・ギャップを前にまだ示威行動をしていたが、前進を試みる命令を受けた。スタンリーの騎兵隊は容易に南軍の反撃を押しのけ、このときはポーク軍団の撤退でほとんど放棄されていたシェルビービルの胸壁に接近した。幾らかの抵抗勢力が残っており、ロバート・H・G・ミンティ大佐が自らミシガン騎兵の「サーベル旅団」を率い胸壁を越えて騎乗突撃を敢行し撤退する南軍兵を追った。
6月28日、ワイルダーの旅団はブラッグ軍の後方にある鉄道施設を破壊するための襲撃に進発し、ナッシュビル・アンド・チャタヌーガ鉄道沿いの小さな町、南のデチャードに向かった。雨で脹れ上がったエルク川は大きな障害となっていたが、近くの製材所を解体し、筏を組んでその榴弾砲を渡した。デチャードでは南軍の小さな守備隊を打ち破り、軌道300ヤード (270 m)を剥がし、南軍の食料で満ちていた操車場を燃やした。翌朝、旅団はカンバーランド山脈の麓に乗り入れ、スワニーの町に到着して鉄道の支線を破壊した。スワニーは数年前にレオニダス・ポークが将来サウス大学を建設する場所として選んだ所だった。南軍の大部隊に追撃されたが稲妻旅団は6月30日正午までにマンチェスターに帰り着いた。この襲撃で一人も失わなかった。
ブラッグはその後方における襲撃に大きな心配は抱かず、破壊された鉄道は素早く修復された。その軍隊は防御を施されたタラホーマに入って7月1日に予測されるローズクランズの正面攻撃を待った。しかし、ポークはその話し合いが一時的にでも持たれないので軍隊の運命を大いに危ぶんでおり、ブラッグに撤退を奨めた。ハーディはブラッグに全く信頼を置いていなかったので、具体的に撤退を奨めることすら拒んだが、留まって戦うことを奨励することもしなかった。1日後の6月30日午後3時、ブラッグはエルク川を渉って夜間に撤退する命令を発した。北軍の攻撃前に撤退することで、ブラッグはカンバーランド軍に重大な損失を与える可能性を諦めた。
テネシー軍はエルク川下流の陣地を取ったが、ハーディとポークはさらに南のコーワンの町へ動くことでブラッグを説得した。スティーブン・E・ウッドワースは、「毅然としてよく練られている北軍の前進と、常にあら探しし協力もしない将軍達がブラッグを身体的にも精神的にも打ち壊したように思われ」と書いており、またブラッグには体の病が集中しており、痛みを伴う腫れ物もあって、戦線を探るために馬にも乗れない状態だった。コーワンの陣地は守るには不適だったのでそこには7月2日の夜までしか留まっていなかった。ブラッグは軍団指揮官達と相談することもなく、7月3日にチャタヌーガへの撤退を命じた。テネシー軍は7月4日にテネシー川を渉った。フィリップ・シェリダンが指揮する追撃騎兵隊はブラッグ軍が川を渉る前にその後衛を捉えようとしたが失敗した。南軍全軍は7月7日までルックアウト山近くで露営した。

## 作戦の後
タラホーマは多くの歴史家達が「輝かしい」方面作戦と考えるものである。エイブラハム・リンカーンは「シェルビービル、タラホーマおよびチャタヌーガでのブラッグ軍側面攻撃は、私が知っている中でも最も素晴らしい戦略の作品である」と書いた。北軍騎兵軍団指揮官デイビッド・スタンリーは、「もし士官学校の学生がモデルとなる作戦の研究をしたいと望むなら、かれにこの地図を与えて、方面作戦での日々の動きに対するローズクランズの命令を渡そう。この戦争でタラホーマ方面作戦ほど見事な戦略が実行された例は無い。」と書いた。北軍は最小の損失で南軍を中部テネシー州から追い出した。北軍の損失は570名（戦死83名、負傷473名、捕虜または不明13名）と報告された。ブラッグ軍に損失の報告書は無かった。その損失は「取るに足りない」彼は言った。しかし、北軍は主にハーディの軍団から1,634名の南軍兵を捕獲した。ブラッグがテネシーの山脈に乗り入れたとき、第1テネシー連隊従軍牧師であるチャールズ・クィンタード司祭に、「完全に負かされた」と言い、方面作戦は「「大きな惨害だった」と告げた。
ローズクランズはその方面作戦が違った状況にあれば受けたであろう大衆を上げての賞賛を得られなかった。作戦が終わった日に、ロバート・E・リー将軍はピケットの突撃を敢行させて、ゲティスバーグの戦いに敗北した。翌日、ビックスバーグ市はグラントの下に降伏した。陸軍長官スタントンはローズクランズに電報を打ち、「リー軍は倒した。グラントが勝った。今は貴方と貴方の高貴な軍隊は反逆者に最後の打撃を与えるチャンスだ。このチャンスを無視できるか？」と言った。ローズクランズはこの態度に憤りを覚え、「丁度今、ビックスバーグの陥落を報せ、リーの敗北を確認する貴方の嬉しい電報を受け取ったところだ。貴方はこの高貴な軍隊が中部テネシー州から反逆者を追い出したことを気付いていないように見える。...私はこの軍隊のためにそれが血の文字で書かれていないからといってこの大きな出来事を見落とすことが無いように願う。」と返信した。
ローズクランズはスタントンが奨励したように、即座にブラッグ軍を追撃し、「反逆者に最後の打撃を与える」ことはしなかった。停止して軍隊を再編し、山岳地に追撃を掛けるという難しい選択を検討した。作戦が再開されたとき、ブラッグ軍は一時的に敗北しただけであることが分かった。リーのバージニア軍から援軍を得て、ローズクランズ軍を9月のチカマウガの戦いで攻撃し、西部戦線では唯一の意義有る南軍の勝利を収め、ローズクランズ軍をチャタヌーガまで引き返させてそこを包囲した。